# Spedizione di Alessandria (1807)
La spedizione di Alessandria del 1807 o Fraser expedition (in arabo:حملة فريزر) fu un'operazione congiunta della Royal Navy e del British Army nel corso del conflitto tra l'Impero britannico e l'Impero ottomano, strettamente legato durante questa fase delle guerre napoleoniche alla Francia imperiale.

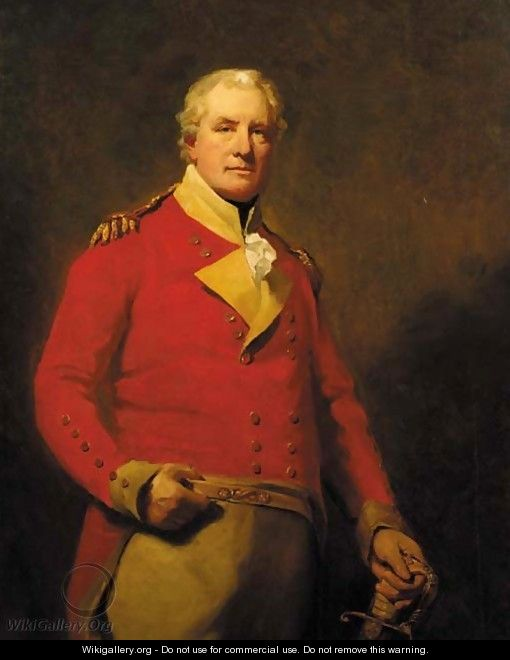
Alexander Mackenzie Fraser

Per rovesciare il luogotenente del sultano in Egitto, il capace ed energico Mehmet Ali, i britannici inviarono la squadra navale dell'ammiraglio John Thomas Duckworth che sbarcò davanti ad Alessandria un corpo di spedizione di truppe britanniche provenienti dalla Sicilia comandato del generale Alexander Mackenzie-Fraser. Questo intervento faceva parte di una più ampia strategia per contrastare l'alleanza franco-ottomana promossa dal Sultano Selim III..
Dopo aver occupato Alessandria e Rosetta, le forze britanniche furono contrastate con successo dalle truppe di Mehmet Alì; il 22 aprile 1807 i britannici furono costretti a ripiegare ad Alessandria dove furono stretti d'assedio. Il 15 settembre 1807 il corpo di spedizione dovette concludere una convenzione di evacuazione; l'operazione si concluse con un totale fallimento e le truppe britanniche dovettero abbandonare il suolo egiziano.

## Corpo di spedizione
Royal Navy

HMS Royal George (110 cannoni) vice ammiraglio Duckworth (insegna), capitano Richard Dalling Dunn

HMS Canopus (80 cannoni)

HMS Repulse (74 cannoni)

HMS Pompee (74 cannoni)

HMS Thunderer (74 cannoni)

HMS Tigre (74 cannoni) Capitano Benjamin Hallowell

HMS Apollo (38 cannoni) Capitano Fellowes

HMS Wizard brig-sloop (16 cannoni) Capitano Palmer

33 navi trasporto
British Army

distaccamento, Royal Staff Corps

distaccamento, Royal Artillery

distaccamento, Royal Engineers Sir John Burgoyne

3º Squadrone, 20º Dragoni leggero

1º Battaglione, 31º Reggimento di Fanteria

1º Battaglione, 35º Reggimento di Fanteria

2º Battaglione, 35º Reggimento di Fanteria

2º  Battaglione, 78º Reggimento di Fanteria

Regiment de Roll

Chasseurs Britanniques

Royal Sicilian Regiment